# Dejan Todorović
Dejan Todorović (Mrkonjic Grad, Bosnia y Herzegovina, 29 de mayo de 1994) es un jugador de baloncesto serbio. Su puesto en la cancha es la de alero. Actualmente juega en El Calor de Cancún de la LNBP.

## Trayectoria
Formado en la cantera del Unicaja desde su etapa junior en el 2011, debutó con el primer equipo en la Liga Endesa en la temporada 2012–13.
En la temporada 2013–14 formó parte del Clínicas Rincón, pero también pudo debutar en Euroliga, llegando a defender la camiseta del Unicaja en 6 partidos.
Tras una cesión de dos años el RETAbet Bilbao Basket se hace con sus servicios por 3 temporadas.
Después de su paso por Bilbao, en agosto de 2018 es fichado por el UCAM Murcia CB. Su temporada en el club murciano vino marcada por la grave lesión sufrida en un partido de pretemporada disputado ante el Joventut de Badalona, que le dejó en el dique seco durante ocho meses.
En julio de 2019 firma por una temporada con el Morabanc Andorra.
En julio de 2020, se compromete con el Iberostar Tenerife de la Liga Endesa, en el que jugaría durante dos temporadas. Durante la temporada 2021-22, se convirtió en campeón de la Basketball Champions League, Todorovic promedió 5'9 puntos (48% de acierto en T2 y 40% en T3).
El 10 de agosto de 2022, firma por el Covirán Granada de la Liga Endesa.
El 3 de septiembre de 2024 es presentado por el El Calor de Cancún de la LNBP de México 